# Citizens Electoral Council
Der Citizens Electoral Council of Australia (CEC) ist eine Kleinpartei in Australien. Den Parteivorsitz hat Craig Isherwood.

## Geschichte
Der CEC sollte ursprünglich in die Australian League of Rights eingeordnet werden, einer von Eric Butler geführten extrem rechten Organisation. CEC-Parteikandidat Trevor Perrett gewann den Sitz des Bezirks Barambah im Staat Queensland, nachdem der frühere Staatspremier Sir Joh Bjelke-Petersen 1987 aus dem Staatsparlament zurücktrat. Wenig später trat er der Australian National Party bei. Der CEC wurde 1996 von Mitgliedern der LaRouche-Bewegung übernommen.
Ironischerweise werden die Reder der Australian League of Rights mittlerweile regelmäßig vor dem CEC gewarnt.
Der Parteiführer ist Craig Isherwood, Nationalsekretär und Schatzmeister, aus Melbourne, welcher bereits drei Mal als Wahlkandidat für den CEC antrat. Auch in seiner Familie gibt es weitere Unterstützer der rechten Partei. So ist u. a. Noelene Isherwood Partei-Manager auf nationaler Ebene.

## Ideologie und Parteiprogramm
Der CEC hat viele verschiedene Ansatzpunkte, was seinen Wahlkampf angeht. So hat man sich unter anderem dem Wahlkampfthema der Linken zugewandt, welche eine für die Bürger günstige Nationalbank forderten. Ähnlich wie die linken Gruppierungen strebt der Citizens Electoral Council an, alle Gesetze seit 1996, die sich gegen die australischen Gewerkschaften richten rückgängig zu machen. Die Partei setzt sich unter anderem für eine Nulltoleranzstrategie im Hinblick auf Drogen-Kriminalität ein; des Weiteren gibt es innerhalb der Partei eine Kontroverse um die globale Erwärmung. CEC-Aktivisten machten aus einer Fernseh-Debatte um den Klimawandel einen Vortrag zur Eugenik und ihrer Rassenideologie und bewiesen somit ihre Unbelehrbarkeit.
Folgende sind die 13 Kernpunkte des Parteiprogramms:
- die Einrichtung eines Bretton-Woods-Systems (Weltwährung)
- die Einführung einer Nationalbank und mehrerer Staatsbanken
- die Beseitigung aller Anti-Gewerkschaftsgesetze
- die Beseitigung des Anti-Terror-Gesetzes von 2004, welches nach Meinung des CEC die Bürgerrechte vernichtet
- einen Stopp der Privatisierung von Staatsvermögen und Regulierungsstellen
- ein sofortiges Moratorium der Rechtsausschließungen von Familien-Farmen
- ein Ende der Politik des nationalen Wettbewerbs
- die Abschaffung der Vermögens- und Dienstleistungssteuer
- die Wiedererlangung der Kontrolle über Australiens Öl- und Gasvorkommen, so wie sonstiger Bodenschätze
- eine "dramatische Erweiterung" der öfftl. Gesundheits-Einrichtungen
- ein "dramatischer Ausbau" der Bundes- und Staatsinfrastruktur
- ein "wirklicher" Krieg gegen die Drogen
- die Einführung strenger Einwanderungs-Quoten

Der CEC sieht sich selber als Fortführer der Mitte der 1970er Jahre von der Australian Labor Party angeblich verworfenen sozialdemokratischen Politik.

## Kritik
Die Anti-Diffamierungs Kommission B’nai B’rith hat in einer kurzen Mitteilung die Grundlagen der Partei als antisemitisch, schwulenfeindlich, sich gegen die indigene Bevölkerung richtend und rassistisch beurteilt.

## Wahlergebnisse
Die Bundeswahlen 2001 endeten in einer Katastrophe für die Partei, die in New South Wales gerade einmal 2370 der möglichen 3,8 Mio. Stimmen erhielt. Trotz großer finanzieller Versprechen und einer ausgiebigen TV-Wahlkampagne und mehreren Millionen Dollar in der Hinterhand schnitt der CEC auch bei den Bundeswahlen 2004 schwach ab. Im Repräsentantenhaus kam die Partei nur auf 34.177 Stimmen, was mickrige 0,35 % aller Wählerstimmen ausmachte.
Und auch bei den bisher letzten Bundeswahlen, im Jahr 2007, scheiterte die Partei auf ganzer Linie mit nur 27.879 Wählerstimmen bzw. 0,22 % im Unterhaus und 8.677 Stimmen bzw. 0,07 % im Oberhaus. Damit waren beide Resultate sogar um 0,14 % schlechter als bei der letzten Wahl 2004. Im Northern Territory gelang der Partei mit 2,01 % immerhin ein kleiner Erfolg. Hier konnte ein Viertel aller landesweiten Wählerstimmen für den CEC eingefahren werden. Zwar konnten die Australian Democrats in der Wählergunst überholt werden, jedoch sind die erforderlichen Stimmen auf Territory-Ebene deutlich höher angesiedelt als auf Staatsebene.

## Jugendbewegung
Der CEC betreut das Australian LaRouche Youth Movement (ALYM). Die Partei lässt über ihre Jugendbewegung das Vorgehen bei Wahlen wie das Werben um Wählerstimmen und aggressives Werben trainieren. Die Mitglieder findet man meistens in Melbourne, wo die Partei ihren Hauptsitz hat. In internen Kaderschulen sollen die Jugendlichen auf die Ideologie der Partei eingestimmt und auf zukünftige Wahlen vorbereitet werden.